# Salim Boukhanchouche
Salim Boukhanchouche (en arabe : سليم بوخنشوش) né le 6 octobre 1991 à Merouana dans la wilaya de Batna est un footballeur algérien qui évolue au poste de milieu défensif au USM Alger.

## Carrière

### En clubs
Salim Boukhanchouche est formé au club de l'AB Merouana. 
Il est transféré vers le NA Hussein Dey, club de Ligue 1, en 2014. N'arrivant pas réellement à s'imposer, il est prêté fin 2015, au CA Batna, en Ligue 2, pour une période de six mois.
À la fin de son prêt, en 2016, il quitte le NAHD pour rejoindre l'O Médéa, club fraîchement promu en Ligue 1.
Convoité à la fin de la saison 2016-2017, il signe un contrat de trois ans, au profit de la JS Kabylie, en juillet 2017. En novembre 2018, il est prêté, pour six mois, au MO Béjaïa, par la JSK. 
En juillet 2019, à la fin de son prêt, il est vendu, par les dirigeants de la JSK, à l'ES Sahel. Il s'engage, pour une période de trois ans, avec la formation tunisienne. En février 2020, les dirigeants de l'ESS prêtent le joueur, dans le cadre d'un prêt payant, au club saoudien d'Abha. En septembre 2020, il revient, au club tunisien.
En janvier 2022, après avoir quitté l'ES Sahel, il effectue son retour, à la JS Kabylie. Il s'engage, pour 18 mois, avec la JSK. En juillet 2023, il rempile, pour deux autres saisons, avec le club kabyle, jusqu'à la fin de la saison 2024-2025. Il résilie son contrat, avec la JSK, en janvier 2024.

### En sélections

#### En équipe d'Algérie A'
Il joue un seul match en équipe d'Algérie A' le 12 août 2017, contre la Libye, lors des éliminatoires du championnat d'Afrique des nations 2018.

#### En équipe d'Algérie A
Il est convoqué en équipe nationale d'Algérie, en 2018, sous la houlette du sélectionneur national Rabah Madjer.
Il joue son premier match en équipe d'Algérie, le 22 mars 2018, contre la Tanzanie, en amical.

## Statistiques

### En club
| Saison                | Club                  | Championnat           | Championnat | Championnat | Championnat | Coupe(s) nationale(s) | Coupe(s) nationale(s) | Coupe(s) nationale(s) | Compétition(s) continentale(s) | Compétition(s) continentale(s) | Compétition(s) continentale(s) | Compétition(s) continentale(s) | Algérie | Algérie | Algérie | Total | Total | Total |
| Saison                | Club                  | Division              | M.          | B.          | P.d.        | M.                    | B.                    | P.d.                  | Comp.                          | M.                             | B.                             | P.d.                           | M.      | B.      | P.d.    | M.    | B.    | P.d.  |
| 2009-2010             | AB Merouana           | -                     | -           | -           | -           | 1                     | 0                     | 0                     | -                              | -                              | -                              | -                              | -       | -       | -       | 1     | 0     | 0     |
| 2012-2013             | AB Merouana           | DNA                   | -           | -           | -           | 2                     | 0                     | 0                     | -                              | -                              | -                              | -                              | -       | -       | -       | 2     | 0     | 0     |
| 2013-2014             | AB Merouana           | Ligue 2               | 28          | 6           | 0           | -                     | -                     | -                     | -                              | -                              | -                              | -                              | -       | -       | -       | 28    | 6     | 0     |
| Sous-total            | Sous-total            | Sous-total            | 28          | 6           | 0           | 3                     | 0                     | 0                     | -                              | -                              | -                              | -                              | -       | -       | -       | 31    | 6     | 0     |
| 2014-2015             | NA Hussein Dey        | Ligue 1               | 14          | 1           | 1           | 2                     | 0                     | 0                     | -                              | -                              | -                              | -                              | -       | -       | -       | 16    | 1     | 1     |
| 2015-2016             | NA Hussein Dey        | Ligue 1               | 8           | 0           | 0           | 1                     | 0                     | 0                     | -                              | -                              | -                              | -                              | -       | -       | -       | 9     | 0     | 0     |
| Sous-total            | Sous-total            | Sous-total            | 22          | 1           | 1           | 3                     | 0                     | 0                     | -                              | -                              | -                              | -                              | -       | -       | -       | 25    | 1     | 1     |
| 2015-2016             | CA Batna (prêt)       | Ligue 2               | 8           | 1           | 0           | -                     | -                     | -                     | -                              | -                              | -                              | -                              | -       | -       | -       | 8     | 1     | 0     |
| 2016-2017             | O Médéa               | Ligue 1               | 26          | 4           | 3           | 2                     | 0                     | 0                     | -                              | -                              | -                              | -                              | -       | -       | -       | 28    | 4     | 3     |
| 2017-2018             | JS Kabylie            | Ligue 1               | 21          | 2           | 0           | 4                     | 0                     | 0                     | -                              | -                              | -                              | -                              | 4       | 0       | 0       | 29    | 2     | 0     |
| 2018-2019             | JS Kabylie            | Ligue 1               | 6           | 0           | 0           | -                     | -                     | -                     | -                              | -                              | -                              | -                              | -       | -       | -       | 6     | 0     | 0     |
| Sous-total            | Sous-total            | Sous-total            | 27          | 2           | 0           | 4                     | 0                     | 0                     | -                              | -                              | -                              | -                              | 4       | 0       | 0       | 35    | 2     | 0     |
| 2018-2019             | MO Béjaïa (prêt)      | Ligue 1               | 8           | 0           | 0           | 2                     | 1                     | 0                     | -                              | -                              | -                              | -                              | -       | -       | -       | 10    | 1     | 0     |
| 2019-2020             | ES Sahel              | Ligue 1               | 7           | 0           | 0           | 1                     | 0                     | 0                     | C1                             | 6                              | 0                              | 0                              | -       | -       | -       | 14    | 0     | 0     |
| 2020-2021             | ES Sahel              | Ligue 1               | 6           | 1           | 0           | -                     | -                     | -                     | C2                             | 3                              | 0                              | 0                              | -       | -       | -       | 9     | 1     | 0     |
| 2021-2022             | ES Sahel              | Ligue 1               | 3           | 0           | 0           | -                     | -                     | -                     | C1                             | 1                              | 0                              | 0                              | -       | -       | -       | 4     | 0     | 0     |
| Sous-total            | Sous-total            | Sous-total            | 16          | 1           | 0           | 1                     | 0                     | 0                     | -                              | 10                             | 0                              | 0                              | -       | -       | -       | 27    | 1     | 0     |
| 2019-2020             | Abha (prêt)           | Saudi Pro League      | 6           | 0           | 0           | -                     | -                     | -                     | -                              | -                              | -                              | -                              | -       | -       | -       | 6     | 0     | 0     |
| 2021-2022             | JS Kabylie            | Ligue 1               | 14          | 4           | 1           | -                     | -                     | -                     | -                              | -                              | -                              | -                              | -       | -       | -       | 14    | 4     | 1     |
| 2022-2023             | JS Kabylie            | Ligue 1               | 21          | 4           | 2           | -                     | -                     | -                     | C1                             | 8                              | 1                              | 0                              | -       | -       | -       | 29    | 5     | 2     |
| 2023-2024             | JS Kabylie            | Ligue 1               | 13          | 2           | 0           | -                     | -                     | -                     | -                              | -                              | -                              | -                              | -       | -       | -       | 13    | 2     | 0     |
| Sous-total            | Sous-total            | Sous-total            | 48          | 10          | 3           | -                     | -                     | -                     | -                              | 8                              | 1                              | 0                              | -       | -       | -       | 56    | 11    | 3     |
| 2023-2025             | USM Alger             | Ligue 1               | 12          | 1           | 0           | 4                     | 0                     | 0                     | C2                             | 2                              | 0                              | 0                              | -       | -       | -       | 18    | 1     | 0     |
| 2024-2025             | USM Alger             | Ligue 1               | 17          | 1           | 1           | 4                     | 1                     | 0                     | C2                             | 5                              | 0                              | 0                              | -       | -       | -       | 26    | 2     | 1     |
| Sous-total            | Sous-total            | Sous-total            | 29          | 2           | 1           | 8                     | 1                     | 0                     | -                              | 7                              | 0                              | 0                              | -       | -       | -       | 44    | 3     | 1     |
| Total sur la carrière | Total sur la carrière | Total sur la carrière | 218         | 27          | 8           | 23                    | 2                     | 0                     | -                              | 25                             | 1                              | 0                              | 4       | 0       | 0       | 270   | 30    | 8     |

## Palmarès

### En clubs
JS Kabylie
- Finaliste de la Coupe d'Algérie 2017-2018.

 ES Sahel
- Finaliste de la Coupe de Tunisie 2018-2019.

## Matchs internationaux
La liste ci-dessous dénombre toutes les rencontres de l'Équipe d'Algérie de football auxquelles Salim Boukhanchouche prend part, du 22 mars 2018 jusqu'au 7 juin 2018.